# Минеаполис (тежък крайцер, 1933)
Минеаполис (на английски: USS Minneapolis (CA-36)) е тежък крайцер на ВМС на САЩ от времето на Втората световна война. Кораб от от типа „Ню Орлиънс“. Построен преди началото на войната и участва в много сражения с японския императорски ВМФ на Тихоокеанския театър на военните действия през Втората световна война. В историята на САЩ това е вторият кораб, носещ името на града Минеаполис, щата Минесота.

## История на службата
Има плаване до Европа, а след това е преведен в 7-ма дивизия крайцери на Тихия океан. Намира се в Пърл Харбър на 7 декември 1941 г. по време на атаките на японската палубна авиация. До февруари 1942 г. патрулира в района на Хаваите, а след това е придаден на оперативно съединение №11. Съпровожда войскови конвои от Панама за юга на Тихия океан.
След това е придаден на флота на АНЗАК. Действа в Коралово море и на Нови Хебриди. През март 1942 г. прикрива самолетоносачите по време на рейда против Нова Гвинея. В състава на оперативно съединение №16 участва в сражението в Коралово море, 4 – 8 май 1942 г., и в битката за Мидуей от 4 юни 1942 г. От август действа на Соломоновите острови. На 30 ноември, в нощния бой при Тасафаронга получава две торпедни попадения от японски разрушители. Едно от торпедата откъсва носовата му част до кула №1, а второто уцелва котелно отделение. След временен ремонт в Тулага отплава на свой ход за ремонт в САЩ. Ремонтира се в Mare Island Naval Shipyard до септември 1943 г.
Връща се в строй през октомври и участва в удара по остров Уейк. Участва в превземането на Макина, през ноември-декември 1943 г. В началото на 1944 г. в състава на оперативно съединение 58 действа при Марианските и Каролинските острови, участва в боя във Филипинско море. „Минеаполис“ участва в сражението в залива Лейте. Поддържа десантите на Батаан и Корехидор. Действа в района на Окинава до април 1945 г., а след това се връща за текущ ремонт в САЩ. В края на войната крайцера действа в района на Филипините. На 9 август на борда на крайцера адмирал Томас Кинкейд приема капитулацията на японците в Корея. За времето на войната CA-36 „Минеаполис“ получава 17 бойни звезди.

## Списък на бойните звезди
Операциите, за които „Минеаполис“ получава 17 бойни звезди са:
- 20 февруари 1942 г. – Бугенвил
- 4 – 8 мая 1942 г. – битка в Коралово море
- 3 – 6 юни 1942 г. – битка при Мидуей
- 7 – 9 август 1942 г. – Гуадалканал
- 10 август 1942 г. – Гуадалканал
- 23 – 25 август 1942 г. – битка при източните Соломонови острови
- 30 ноември 1942 г. – битка при Тассафаронга
- 5 октомври 1943 г. – Бугенвилска кампания
- 13 ноември – 8 декември 1943 г. – атака на о. Уейк
- 29 януари – 8 февруари 1944 г. – Маршалови острова
- 16 февруари 1944 г. – рейд над Трук
- 21 април – 1 юни 1944 г. – Новогвинейска кампания, Холандия
- 11 юни – 15 август 1944 г. – Сайпан и Гуам
- 6 септември – 4 октомври 1944 г. – Източни Каролини, Палау
- 10 октомври – 16 декември 1944 г. – битка в залива Лейте
- 6 януари – 14 февруари 1945 г. – Лусон, Лингаенски залив – битките в рамките на Филипинската операция
- 25 март – 12 април 1945 г. – Окинава

## Коментари
1. ↑  Буквите показват принадлежността към определен класː ВВ – линкор, СС, CL, СА – съответно линеен, лек или тежък крайцер, CV – самолетоносач, DD – разрушител, SS – подводница и т.н.